# نظام لينيوس

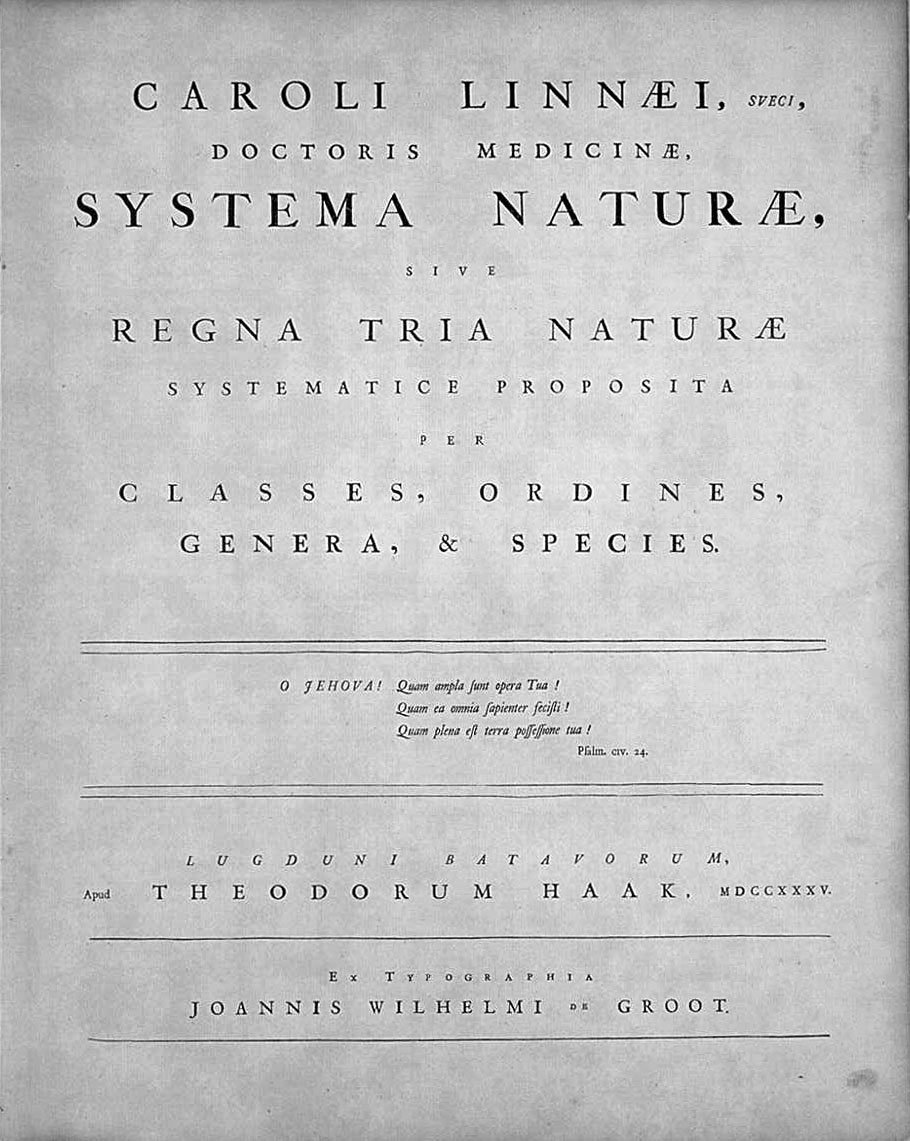

نظام لينيوس هو نظام تصنيف للمخلوقات الحيَّة سُمِّيَ نسبةً إلى كارولوس لينيوس. عمل لينيوس على تطوير وتوسيع نظام تصنيف أرسطو، وتحويله إلى نظام علمي. وقد اعتمد لينيوس في نظامه -كما اعتمد أرسطو- على شكل المخلوق الحي وسلوكه في بيئته. سُميت طريقة لينيوس في تسمية المخلوقات الحية بالتسمية الثنائية، وهي التي ميزت نظامه عن نظام أرسطو وأبقته قائماً مستقلاً حتى اليوم.
| لينيوس 1735   | هيكل 1866 | شاتون 1925    | كوبلاند 1938 | ويتيكر 1969 | ووز وآخرون 1990 | كافلييه-سميث 1998     | كافلييه-سميث 2015     |
| ------------- | --------- | ------------- | ------------ | ----------- | --------------- | --------------------- | --------------------- |
| مملكتان       | 3 ممالك   | إمبراطوريتان  | 4 ممالك      | 5 ممالك     | 3 نطاقات        | إمبراطوريتان، 6 ممالك | إمبراطوريتان، 7 ممالك |
| (لم يتطرق له) | طلائعيات  | بدائيات النوى | وحدانات      | وحدانات     | بكتيريا         | بكتيريا               | بكتيريا               |
| (لم يتطرق له) | طلائعيات  | بدائيات النوى | وحدانات      | وحدانات     | عتائق           | بكتيريا               | عتائق                 |
| (لم يتطرق له) | طلائعيات  | حقيقيات النوى | طلائعيات     | طلائعيات    | حقيقيات النوى   | أوليات                | أوليات                |
| (لم يتطرق له) | طلائعيات  | حقيقيات النوى | طلائعيات     | طلائعيات    | حقيقيات النوى   | أسناخ صبغية           | أسناخ صبغية           |
| نباتات        | نباتات    | حقيقيات النوى | نباتات       | نباتات      | حقيقيات النوى   | نباتات                | نباتات                |
| نباتات        | نباتات    | حقيقيات النوى | نباتات       | فطريات      | حقيقيات النوى   | فطريات                | فطريات                |
| حيوانات       | حيوانات   | حقيقيات النوى | حيوانات      | حيوانات     | حقيقيات النوى   | حيوانات               | حيوانات               |